# Ryszard Miernik
Ryszard Miernik (ur. 21 marca 1929 w Suchedniowie, zm. 13 marca 2013) – polski poeta i prozaik.

## Życiorys
W 1959 ukończył filologię polską w Wyższej Szkole Pedagogicznej w Krakowie. Debiutował w 1957 roku na łamach tygodnika "Kamena" jako poeta. W latach 1954–1959 pracował w szkolnictwie, jako nauczyciel języka polskiego w Państwowym Liceum Wychowawczyń Przedszkoli w Ostrowcu Świętokrzyskim. Następnie był pracownikiem Komitetu Wojewódzkiego PZPR w Kielcach (1959–1961). W latach 1961–1982 był kierownikiem Wydziału Kultury i Sztuki Urzędu Miejskiego w Kielcach. Od 1982 był kierownikiem Ośrodka Kultury Literackiej w Kielcach. Był współorganizatorem grupy literackiej Ponidzie (1961–1966). Publicysta kulturalny w Słowie Ludu oraz Przemianach. 
Był członkiem PZPR (od 1954) oraz Związku Literatów Polskich (od 1971).

## Twórczość
- Matoł (powieść, 1964)
- Strugam (poezje, 1965)
- Ciosanie (powieść, 1965)
- Przebiśniegi (powieść 1969)
- Pieśń o Michniowie (poemat, 1970)
- Dożynki w mieście (powieść, 1976)
- Bursztyn (powieść, 1979)
- Trzy końce (powieść, 1981)
- Kawaler do wzięcia (powieść, 1983)
- Blaszany orzełek (powieść, 1985)
- Królewianka (powieść, 1986)

## Nagrody i odznaczenia
- Nagroda Miasta Kielce (1966)
- Nagroda Wojewody Kieleckiego (1971)
- Krzyż Kawalerski Orderu Odrodzenia Polski
- Złoty Krzyż Zasługi
- Srebrny Krzyż Zasługi
- Medal 30-lecia Polski Ludowej
- Medal 40-lecia Polski Ludowej
- Medal Komisji Edukacji Narodowej
- Odznaka „Zasłużony Działacz Kultury”
- Odznaka Zasłużony dla Kielecczyzny